# Ginny Field
Ginny Field è una final girl della saga horror Venerdì 13, comparsa nel film L'assassino ti siede accanto

## Film
Ginny è stata la seconda Final girl dopo Alice Hardy.
È la prima che riuscirà a fuggire alle grinfie di Jason Voorhess, deciso a tornare per vendicare la morte della madre avvenuta cinque anni prima a Crystal Lake. Ginny è la collaboratrice di Paul Hort, istruttore di scout in un campo poco distante da Crystal Lake. In questo ambiente, Jason comincerà a mietere le sue prime vittime (seppur aveva già ucciso Alice Hardy cinque anni prima) e ne uccide otto, massacrandoli con un machete. Una volta tornati al campo dopo una serata passata in paese, Ginny e Paul saranno aggrediti dall'assassino e in un primo momento si crederà Paul morto. Comincerà dunque il tentativo di Ginny di fuggire dal campo ma ogni idea si rivelerà inutile. Correndo tra i boschi, Ginny giungerà in una baracca immersa nell'oscurità dove troverà la testa decomposta di Pamela Voorhess, la madre di Jason, e alcuni cadaveri, tra cui uno decomposto (quello di Alice Hardy). Ginny indosserà il maglione della madre e farà credere a Jason di essere la donna tornata dall'aldilà. Jason capirà in tempo il trucco e ferirà con un piccone Ginny. Paul ricompare in scena e, mentre lotta con Jason, Ginny riuscirà a trafiggere il machete nella spalla di Jason ed entrambi lo crederanno morto. Ma mentre riposano in una cabina (dopo essere tornati al campo), Jason sfonderà il vetro e trascinerà via Ginny. Quest'ultima si sveglierà il mattino dopo su una barella dentro l'ambulanza. È sopravvissuta, ma non sa quello che è accaduto dopo essere stata afferrata dal killer. Soprattutto non sa se Paul è vivo o no e se Jason è stato catturato (nel film successivo si capirà che Jason fuggirà dalla baracca poco dopo). Ginny è stata ritenuta instabile e nessuno ha creduto alla capanna immersa nel bosco.